# Даики Суга
Даики Суга (јап. 菅 大輝; 10. септембар 1998) јапански је фудбалер.

## Репрезентација
За репрезентацију Јапана дебитовао је 2019. године.

## Статистика
| Јапан  | Јапан | Јапан |
| Год.   | Ута.  | Гол.  |
| ------ | ----- | ----- |
| 2019   | 1     | 1     |
| Укупно | 1     | 1     |